# آسیاب کرشکی
آسیاب کرشکی، روستایی از توابع بخش سیدان شهرستان مرودشت در استان فارس ایران است.

## جمعیت
این روستا در دهستان خفرک علیا قرار دارد و بر اساس سرشماری مرکز آمار ایران در سال ۱۳۸۵ ، جمعیت آن ۵۸ نفر (۱۳ خانوار) بوده‌است.